# 피타 림짜른랏
피타 림짜른랏(태국어: พิธา ลิ้มเจริญรัตน์, 1980년 9월 5일 - )은 태국의 정치인이다. 별명은 팀(태국어: ทิม 팀[*])이다.

## 생애
피타 림짜른랏은 1981년 2남 중 장남으로 태어났다. 그의 아버지와 할아버지는 고위 관료였다. 할아버지인 파뚱 림짜른랏은 탁신 친나왓의 개인비서와 하원의원직을 지냈으며 아버지인 퐁삭 림짜른랏은 정부에서 농업 관련 고문직을 지냈다. 뉴질랜드에서 중등교육을 수료한 후 태국, 미국에서 대학과 대학원 과정을 밟았다. 이후 정치에 입문하며 동문인 타나톤 쯩룽르앙낏이 창당한 신미래당에 입당한다. 아버지의 영항을 받은 피타 림짜른랏은 농업에 많은 관심을 기울였는데, 토론회에서 정부의 농업 정책을 비판하고 농민을 대변하며 대중들에게 좋은 반응을 얻었다. 또한 농업 관련한 혁신적인 제안을 많이 하여 아누퐁 파오찐다 내무부 장관에게 호평을 받기도 하였다. 이후 2019년 태국 총선거에서 의원으로 당선된다. 2020년 신미래당이 헌법재판소에 의해 해산된 후 50여명의 동료 의원들과 함께 전진당에 입당하였고 그곳의 새로운 당수로 선출되었다.

### 사생활
피타 림짜른랏은 태국의 유명한 여배우였던 추띠마 티빠맛와 결혼했으나 현재는 이혼한 상태다. 2008년 MThai에서는 피타 림짜른랏을 올해의 독신남을 선정하는 독자투표 후보 50명 중 한 명으로 실기도 하였다. 현재 피타 림짜른랏은 피핌 림짜른랏이라는 어린 딸을 기르는 미혼부이다.

## 참고 자료
- 피타 림짜른랏 - 인스타그램
- 피타 림짜른랏 - 페이스북